# Mrs. Harris – Mord in besten Kreisen
Mrs. Harris – Mord in besten Kreisen ist ein US-amerikanisches Fernseh-Drama aus dem Jahr 2005. Die Literaturverfilmung basiert unter anderem auf dem Buch Very Much a Lady von Shana Alexander.

## Handlung
Jean Harris fährt in einem Anfall von Eifersucht mitten in einem Sturm in einer fünfstündigen Fahrt von Virginia nach New York. Ihr Ziel ist es, ihren Geliebten, Dr. Herman Tarnower, Kardiologe und Erfinder der Scarsdale-Diät, mit seiner Untreue ihr gegenüber zu konfrontieren und anschließend Selbstmord zu begehen.
Harris hat mit ihm seit 15 Jahren ein Verhältnis und hat herausgefunden, dass er auch noch eine Affäre mit seiner Sekretärin Lynne Tryforos hat. Bei Tranower angekommen, zieht sie eine Waffe aus ihrer Handtasche. Tarnower versucht, ihr die Waffe abzunehmen und im Handgemenge löst sich ein Schuss, der ihn schwer verletzt. Sie fährt weg, um Hilfe zu holen und als sie zurückkehrt, steht bereits die Polizei in der Tür.
Der Film zeigt anschließend in Rückblenden, wie Tranower Harris manipuliert hatte und die versprochenen Hochzeit immer wieder verschoben hatte, nur um ihr später zu sagen, dass er doch eine andere Frau ehelichen will. Während des Prozesses zeichnet die Staatsanwaltschaft jedoch das Bild einer kalten und rücksichtslos handelnden Frau. Harris wird schließlich zu 15 Jahren-lebenslänglich verurteilt und tritt ihre Strafe in der Bedford Hills Correctional Facility in Westchester County an.

## Hintergrund
Die Geschichte der Jean Harris, der auf einem Gerichtsfall aus dem Jahre 1980 beruht, wurde bereits 1982 als „The People vs. Jean Harris“ für das Fernsehen verfilmt. Ellen Burstyn, die damals die Hauptrolle spielte, hat auch in dieser Neuverfilmung eine kleine Rolle. Die echte Jean Harris wurde nach 13 Jahren Haft 1993 begnadigt und aus der Haft entlassen.

## Kritik
„Getragen von großartigen Darstellern weitet [der Film] sich über den dramatischen Kern hinaus zur bissigen Gesellschaftssatire.“

## Nominierungen für Filmpreise
Der Film wurde für insgesamt 12 Emmy Awards nominiert. Unter anderem für:
- - Emmy Award Beste Miniserie oder einem Fernsehfilm
  - Emmy Award für Beste Hauptdarstellerin in einer Miniserie oder einem Fernsehfilm: Annette Bening
  - Emmy Award für Bester Hauptdarsteller in einer Miniserie oder einem Fernsehfilm: Ben Kingsley
  - Emmy Award für Beste Nebendarstellerin in einer Miniserie oder einem Fernsehfilm: Cloris Leachman

- Nominierung für den Golden Globe Award für Beste Mini-Serie oder TV-Film
- Nominierung für den Satellite Award für Bester Fernsehfilm
- Nominierung für den Golden Globe Award für die Beste Hauptdarstellerin – Mini-Serie oder TV-Film: Annette Bening
- Nominierung für den Satellite Award für Beste Hauptdarstellerin in einer Miniserie oder einem Fernsehfilm: Annette Bening
- Nominierung für den Screen Actors Guild Award für Beste Hauptdarstellerin in einer Miniserie oder einem Fernsehfilm: Annette Bening

- Nominierung für den Golden Globe Award für den Besten Hauptdarsteller – Mini-Serie oder TV-Film: Ben Kingsley
- Nominierung für den Satellite Award für Bester Hauptdarsteller in einer Miniserie oder einem Fernsehfilm: Ben Kingsley
- Nominierung für den Screen Actors Guild Award für Bester Hauptdarsteller in einer Miniserie oder einem Fernsehfilm: Ben Kingsley